# Мошевица
Мошевица — река в России, протекает в Соликамском районе Пермского края. Устье реки находится в 937 км по левому берегу Камы. Длина реки составляет 41 км, площадь водосборного бассейна — 287 км². В 28 км от устья принимает справа реку Талица.
Исток реки у нежилых деревень Тюлино и Першино в 38 км к северу от центра Соликамска. Река течёт на юго-запад по лесистой, местами заболоченной местности, в среднем течении протекает деревню Жуланово. Впадает в боковой затон Камы, ширина которого достигает 120 метров. На берегу Затона стоят населённые пункты Верхнее Мошево, Затон, Ескино и Нижнее Мошево. Затон соединяется с основным руслом Камы в 20 км к северо-западу от центра Соликамска.

## Данные водного реестра
По данным государственного водного реестра России относится к Камскому бассейновому округу, водохозяйственный участок реки — Кама от водомерного поста у села Бондюг до города Березники, речной подбассейн реки — бассейны притоков Камы до впадения Белой. Речной бассейн реки — Кама.
По данным геоинформационной системы водохозяйственного районирования территории РФ, подготовленной Федеральным агентством водных ресурсов:
- Код водного объекта в государственном водном реестре — 10010100212111100006758
- Код по гидрологической изученности (ГИ) — 111100675
- Код бассейна — 10.01.01.002
- Номер тома по ГИ — 11
- Выпуск по ГИ — 1